# Фрорип, Роберт
Роберт Фридрих Фрорип (нем. Robert Friedrich Froriep; 2 февраля 1804, Йена — 15 июня 1861, Веймар) — немецкий медик и анатом. 

## Биография
В 1832 году был профессором в Йене, в 1833 году — прозектором и консерватором патологического музея клиники Шарите Берлинского университета. 
Был учителем Рудольфа Вирхова. Приобрел известность благодаря «Chirurgische Kupfertafeln» (Веймар, 1820—43), изданию, начатому его отцом Людвигом Фридрихом фон Фрорипом (1777-1847), «Klinische Kupfertafeln» (Веймар, 1828—37); «Atlas der Hautkrankheiten» (ib., 1837) и особенно «Atlas anatomicus» (ib., 1850—51; 6 изд., Лейпциг, 1877). Из других работ Фрорипа можно назвать «Beobachtungen ueber die Heilwirkung der Electricit.» (Веймар, 1843). Фрорип продолжал издание своего отца «Notizen», сначала (1847—49) с помощью М. И. Шлейдена, потом один, под заглавием «Tagsberichte ueber die Fortschritte der Natur und Heilkunde» (1850—52), позже под первоначальным именем (1856—61).
Его дочь — художница Берта Фрорип (1833—1920), работавшая в жанре портрета, сын — известный анатом Август фон Фрорип (1849-1917).